# Maricarmen Marín
Mary Carmen Marín Salinas (Lima, 28 de septiembre de 1982),conocida profesionalmente como Maricarmen Marín o simplemente Maricarmen; es una cantante, compositora, modelo, actriz de cine y televisión, y conductora de televisión peruana.

## Carrera
Mary Carmen Marín Salinas nació un 28 de septiembre de 1982 en la localidad de Palao, segundo sector del distrito de San Martín de Porres en la capital de Lima, Perú. 
Debutó a los 16 años de edad en el año 1999 como bailarina en el programa La movida de los sábados conducido por Janet Barboza, y al poco tiempo se integra como una de las primeras vocalistas de la agrupación musical femenina de cumbia Agua Bella en el 2000.A mediados del siguiente año dejó la agrupación y con su compañera Alhely Cheng formaron Bella Bella.
En el año 2005 formó su propia agrupación llamada Los Diablos de la Cumbia, con la que publicó su primer álbum titulado Me enamoré de ti y qué.Ese mismo año debuta como conductora de televisión con su programa Al ritmo de Maricarmen. Volvió en 2008 para animar el programa Ritmo sabroso.
Al año siguiente, debutó como actriz y protagonizó la miniserie Las vírgenes de la cumbia, que duró dos temporadas y compartió escena con la actriz Magdyel Ugaz. Debido al éxito de esta serie, Maricarmen fundó la banda de cumbia Las Diablitas del Sabor, en que tuvo apariciones en la televisión. Años más tarde, en 2009, la productora de televisión Michelle Alexander la convocó para un futuro proyecto televisivo con Vanessa Jerí, Salón, salón; sin oficializarse finalmente. Al año siguiente, protagonizó Yo no me llamo Natacha, serie que obtuvo dos temporadas al aire.
Además, ella participó en la banda sonora de la serie de televisión Al fondo hay sitio. 
Durante ocho años, fue parte del jurado del programa concurso de canto e imitación Yo soy transmitido por Latina Televisión, donde permaneció ese tiempo junto con el productor, escritor y director Ricardo Morán, la comediante y actriz Katia Palma y muchos otros. A excepción de los años 2019, mediados de 2021 y comienzos de 2022, sus años sabáticos. 
En simultáneo con este programa, en aquella época, condujo el magacín Para ellas.
Años después, fue llamada para ser parte del programa de talentos para bandas La Banda, en el cual se desempeñó como la productora a cargo de la categoría tropical, a esto se le suman sus participaciones como jurado de los programas Súper kids y su pequeña aparición como jurado invitada en la primera temporada del programa de canto Los cuatro finalistas: Canto. 
En el cine, tuvo su primera participación en el filme Peloteros donde hace un pequeño desnudo, a esto se le suman otras participaciones en otras películas, siendo la más destacada es la trilogía peruano-mexicana de comedia romántica La peor de mis bodas, en donde ella interpreta a Maricielo, la protagonista de la historia; además, en esta franquicia, compartió pantalla con actores como Ricky Tosso, Carlos Casella, Milett Figueroa, Ismael La Rosa y los actores mexicanos Gabriel Soto y Laura Zapata. 
En 2015, aparte de cantar cumbia, Maricarmen se incursionó en los villancicos de Navidad, es por ello que lanzó su disco de villancicos llamado Navidad Maricarmen, que además, se relanzó durante 2016 y 2017; y hubo un musical de este tipo. 
En 2017, condujo el programa ¡Qué tal sorpresa! hasta junio de ese año, dejando el programa en manos de la modelo y presentadora Karen Schwarz, para dedicarse a seguir sus labores como jurado de Yo soy ese año y de protagonizar la comedia musical familiar Una Navidad en Verano. 
En 2019, Maricarmen cumplió 20 años de carrera artística, y con él realizó un concierto en la Plaza Norte, en Perú, donde además, compartió escenario con otros cantantes de cumbia y con sus excompañeras del grupo Agua Bella. Ese mismo año, junto con el presentador de televisión Adolfo Aguilar, viajaron a los Estados Unidos para presenciar y acompañar a diferentes artistas latinos en la edición 2019 de los Premios Grammy Latinos. 
En 2020, volvió a la televisión como conductora del matinal, Mujeres al mando junto con Giovanna Valcárcel y Thais Casalino, permaneció hasta fines de 2021 por el nacimiento de su primera hija Micaela; semanas antes del fin de este matinal. Ese mismo año, Maricarmen debutó como escritora lanzando su primer cuento para niños llamado Las aventuras de la Dulce Princesita. 
Dos años después, y tras el fin de Yo soy, Maricarmen regresó a la televisión, esta vez, como la nueva entrenadora o "coach" de la temporada 2022 de la versión para niños de La Voz Perú, La Voz Kids Perú, en dónde compartió labor con el venezolano Víctor Muñoz y los peruanos Ezio Oliva y Eva Ayllón. A esto se le suma su participación como nueva "coach" en la temporada final de su versión original, La Voz Perú, junto con Eva, el cantante tropical Mauricio Mesones y el cantautor y presentador Raúl Romero. 
Actualmente, está enfocada a la música además de prepararse para su regreso a la actuación en las telenovelas protagonizando la comedia romántica Súper Ada.

## Vida personal
Desde 2013, mantiene una relación sentimental con el productor de televisión Sebastián Martins. Se comprometieron en 2019 durante un viaje a Las Vegas, en los Estados Unidos.
El 11 de julio de 2021, anunció mediante sus redes sociales su embarazo. Meses después, nació su primera hija, Micaela.

## Discografía

### Álbumes de estudio
- Me enamoré de ti, ¡y qué! (2006)
- ¡Cumbia poder! (2008)
- ¡Con estilo! (2011)
- Navidad Maricarmen (2015)
- Navidad Maricarmen 2 (2016)
- Navidad Maricarmen 3 (2017)

### Sencillos
- «Me enamoré de ti, ¡y qué!»
- «Sarita Colonia»
- «De noche»
- «Vete nomás» (Al fondo hay sitio)
- «Yo no me llamo Natacha» (Yo no me llamo Natacha)
- «Amor de novela» (La peor de mis bodas)
- «Obsesión»
- «Por fin soy libre»
- «¿Por qué te fuiste?»
- «Mi suegra» (La peor de mis bodas 2)
- «Mix Bella» (Popurrí Tributo a Agua Bella)
- «La copita»
- «Que no quede huella» (Cover de Grupo Bronco)
- «Déjenme si estoy llorando» (Cover de Los Ángeles Negros)
- «Mix 2020» (Popurrí Maricarmen)
- «Tu camino» (Dedicado a su hija)
- «Dejar de amarte»
- «Mari Mari»
- «Mi corazón tun tun» (Súper Ada)

### Colaboraciones
- «Hasta el fin del mundo» (con Diego Dibós)
- «Anótalo» (con Américo)
- «Contigo Perú» (con Marco Polo Campos y varios)
- «Color esperanza» (versión de Diego Torres/con Son Tentación y varias)
- «Conquístame» (con Los Pikadientes de Caborca)
- «Mis sentimientos» (con Los Barraza y Daniela Darcourt)
- «Tú y yo» (con Tommy Portugal)

### Bandas sonoras
- Peloteros
- Al fondo hay sitio
- Yo no me llamo Natacha
- La peor de mis bodas (1 y 2)
- Una navidad en verano
- Súper Ada

## Televisión

### Programas
| Año  | Título                 | Canal                   | Papel             | Ref.   |
| ---- | ---------------------- | ----------------------- | ----------------- | ------ |
| 2005 | Al ritmo de Maricarmen |                         | Presentadora      | [ 8 ]  |
| 2009 | Ritmo sabroso          | Panamericana Televisión | Presentadora      | [ 21 ] |
| 2012 | Para ellas             | Latina Televisión       | Presentadora      | .      |
| 2012 | Yo soy                 | Latina Televisión       | Jurado            | .      |
| 2013 | Para ellas             | Latina Televisión       | Presentadora      | .      |
| 2013 | Yo soy                 | Latina Televisión       | Jurado            | .      |
| 2014 | Yo soy                 | Latina Televisión       | Jurado            | .      |
| 2014 | Yo soy Kids            | Latina Televisión       | Jurado            | [ 22 ] |
| 2014 | La banda               | Latina Televisión       | Jurado            | .      |
| 2015 | La banda               | Latina Televisión       | Jurado            | .      |
| 2015 | Yo soy Kids            | Latina Televisión       | Jurado            | .      |
| 2015 | Yo soy                 | Latina Televisión       | Jurado            |        |
| 2016 | Yo soy Kids            | Latina Televisión       | Jurado            | .      |
| 2016 | Yo soy                 | Latina Televisión       | Jurado            | .      |
| 2017 | ¡Qué tal sorpresa!     | Latina Televisión       | Presentadora      | .      |
| 2017 | Yo soy Kids            | Latina Televisión       | Jurado            | .      |
| 2017 | Yo soy                 | Latina Televisión       | Jurado            | .      |
| 2018 | Yo soy                 | Latina Televisión       | Jurado            | .      |
| 2018 | Los cuatro finalistas  | Latina Televisión       | Jurado            | .      |
| 2020 | Mujeres al mando       | Latina Televisión       | Presentadora      | .      |
| 2020 | Yo soy                 | Latina Televisión       | Jurado            | .      |
| 2021 | Mujeres al mando       | Latina Televisión       | Presentadora      | .      |
| 2021 | Yo soy                 | Latina Televisión       | Jurado            | .      |
| 2022 | Mujeres al mando       | Latina Televisión       | Presentadora      | .      |
| 2022 | Yo soy                 | Latina Televisión       | Jurado            | .      |
| 2022 | La voz Kids Perú       | Latina Televisión       | Entrenadora       | [ 23 ] |
| 2023 | La voz Perú            | Latina Televisión       | Entrenadora       | .      |
| 2023 | El gran chef famosos   | Latina Televisión       | Cocinera invitada | .      |

### Series y telenovelas
| Año  | Título                    | Canal              | Papel              | Ref |
| ---- | ------------------------- | ------------------ | ------------------ | --- |
| 2005 | Las vírgenes de la cumbia | Latina Televisión  | Fátima Días        | .   |
| 2006 | Las vírgenes de la cumbia | Latina Televisión  | Fátima Días        | .   |
| 2006 | El profe                  | Latina Televisión  | Mona Sánchez       | .   |
| 2007 | Chapulín, el Dulce        | Latina Televisión  | Carmencita         | .   |
| 2008 | El gran reto              | Latina Televisión  | Teresa             | .   |
| 2008 | La pre                    | Latina Televisión  | Karina             | .   |
| 2010 | Puro Corazón              | América Televisión | Elena Quesquén     | .   |
| 2011 | Yo no me llamo Natacha    | América Televisión | Natacha            | .   |
| 2012 | Yo no me llamo Natacha    | América Televisión | Natacha            | .   |
| 2017 | Pensión Soto              | Latina Televisión  | Ella misma (cameo) | .   |
| 2024 | Súper Ada                 | América Televisión | Ada Morales        | .   |

### Reality shows
| Año  | Título                  | Canal                   | Papel                          | Ref |
| ---- | ----------------------- | ----------------------- | ------------------------------ | --- |
| 2005 | Baila con las estrellas | Panamericana Televisión | Participante (6° lugar)        | .   |
| 2008 | Habacilar               | América Televisión      | Paticipante (2 veces ganadora) | .   |
| 2009 | Habacilar               | América Televisión      | Paticipante (2 veces ganadora) | .   |
| 2010 | El gran show            | América Televisión      | Participante (3° lugar)        | .   |

## Cine

### Películas
| Año  | Título                 | Papel     | Ref |
| ---- | ---------------------- | --------- | --- |
| 2006 | Peloteros              | Marlene   | .   |
| 2014 | Japy Ending            | Lizet     | .   |
| 2016 | La peor de mis bodas   | Maricielo | .   |
| 2017 | Una navidad en verano  | Daniela   | .   |
| 2018 | No me digas solterona  | Emily     | .   |
| 2019 | La peor de mis bodas 2 | Maricielo | .   |
| 2023 | La peor de mis bodas 3 | Maricielo |     |

## Teatro

### Obras
| Año  | Título                 | Papel | Ref    |
| ---- | ---------------------- | ----- | ------ |
| 2003 | Teatro desde el teatro |       | [ 24 ] |

## Libros
- Las Aventuras de la Dulce Princesita (2020)